# Instituto de Mecánica de Precisión e Ingeniería Informática SA Lebedev
El Instituto de Mecánica de Precisión e Ingeniería Informática S.A. Lébedev (IPMCE), antes Instituto de Mecánica de Precisión e Ingeniería de la Computación de Moscú (ITM TC), es una institución rusa de investigación subordinada a las regulaciones del Ministerio de Industria y Comercio de la Federación Rusa y científicamente a la Academia de Ciencias de Rusia. Está situado en Moscú y recibió el nombre de "Lébedev" en honor a Serguéi Alekséievich Lébedev, pionero de la investigación de la tecnología informática y principal impulsor en el desarrollo de la computación en la Unión Soviética.
Es uno de los principales centros de investigación y desarrollo en informática avanzada y tecnologías de la comunicación de Rusia.
La institución está especializada en el desarrollo de sistemas informáticos para la seguridad nacional, hardware y software para telecomunicaciones digitales, sistemas multimedia para control y entrenamiento y sistemas de posicionamiento y navegación.
Se estableció en Moscú en 1948 y en él se desarrollaron los sistemas pioneros de computación, sistemas de microelectrónicos, computadoras de propósito especializado y sistemas de control en tiempo real.  Fue el embrión de la industria soviética y rusa de la computación de alto rendimiento, destacando desarrollos como la serie de computadoras BESM o Elbrús que fueron clave en los desarrollos científicos punteros como la exploración espacial o la energía nuclear, así como para la defensa de la URSS.
En agosto de 2009, se transformó en una sociedad anónima. En él trabajan más de 500 científicos e ingenieros en una serie de laboratorios de investigación y un centro de ingeniería.
Dentro de su actividad tiene una sección que realiza labores de creación de empresas de alto nivel tecnológico.

## Desarrollos más relevantes
Los primeros desarrollos realizados por la institución incluyen las series de computadoras BESM, M-20 y Elbrús entre las más conocidas. También se desarrollaron otras especializadas en diferentes procesos destinadas a la gestión en tiempo real, control de objetos del espacio y a otras actividades variadas algunas de estas fueron las siguientes; BESM-6, 6-AS. Máquinas 5E92, 5E92B, 5 Colmenares, 5E65, 5E67, Elbrús 1 y 2. 
Destaca la defensa aérea para la que se desarrollaron los siguientes equipos: 5E261, 5E262, 5E265, 5E266 × 40U6.
Junto a las computadoras se desarrollaron toda una serie de interfaces y equipos destinados a cálculos especializados como la transformada de Fourier rápida (FTE), controlador de procesador de la matriz, procesador de entrada-salida (IOP), procesador de enlace de datos (DLP), universal ingeniería consola (UEC).
Algunos hitos realizados con desarrollos de la organización son:
- Cálculo en una computadora BESM-2 de la trayectoria a la Luna de la nave que depositó en el satélite la bandera de la Unión Soviética.

- Creación de líneas de transferencia y máquinas modulares con computadoras M-20.

- Desarrollo de la BESM-4.

- Desarrollo de la BESM-6.

- Procesamiento de datos de la misión «Apollo» y «Soyuz» con computadoras AS-6.

- Desarrollo de radares con selección de objetos dentro de cálculo ruido y trayectoria automática de datos. Mediante máquinas Diana-1 y  Diana-2.

- Desarrollo de un vínculo de control en un sistema de regulación de bucle cerrado y trabajo a distancia mediante una conexión por radio con computadoras М-40 y М-50.

- Desarrollo de un multiprocesador de altas prestaciones con sistema móvil de gestión,  con diseño  modular, para uso en condiciones extremas. Se utilizó en el complejo de sistemas de defensa aérea S-300 PT por tierra y mar.

- Elbrús-1.

- Elbrús-2.

- Desarrollo de los equipos 5E261 × 5E262 para el sistema de defensa aérea S-300 PS por tierra y mar.